# El Tejar, Chiapas
El Tejar är en ort i Mexiko.   Den ligger i kommunen Chiapa de Corzo och delstaten Chiapas, i den sydöstra delen av landet, 700 km sydost om huvudstaden Mexico City. El Tejar ligger 455 meter över havet och antalet invånare är 440.
Terrängen runt El Tejar är kuperad åt sydost, men åt nordväst är den platt. Runt El Tejar är det ganska tätbefolkat, med 58 invånare per kvadratkilometer. Närmaste större samhälle är Suchiapa, 16,7 km nordväst om El Tejar. Omgivningarna runt El Tejar är en mosaik av jordbruksmark och naturlig växtlighet.